# 3,6-Diaminodurol
3,6-Diaminodurol (DAD) ist ein Durolderivat, bei dem die Wasserstoffatome in para- bzw. 1,4-Stellung durch Aminogruppen ersetzt sind. Das aromatische Diamin findet Verwendung als Ausgangsstoff für Durochinon und als Monomer für Polyamide, Polyurethane und insbesondere für Polyimide.

## Vorkommen und Darstellung
3,6-Diaminodurol ist in einer Publikation von J.U. Nef aus dem Jahr 1885 erstmals beschrieben und 1895 charakterisiert worden.
Die Synthese von DAD geht aus von Durol (1,2,4,5-Tetramethylbenzol), das zunächst mit Salpetersäure bzw. Nitriersäure zum 1,4-Dinitrodurol nitriert wird. Die Reduktion zum Diamin erfolgt mittels Zinkstaub und Eisessig oder im industriellen Maßstab durch katalytische Hydrierung mit Wasserstoff und Raney-Nickel.

## Eigenschaften
3,6-Diaminodurol ist ein oxidationsempfindlicher, kristalliner Feststoff, der „in völlig farblosen, glänzenden Tafeln krystallisirt, die sich an der Luft schnell röthlich färben“. Die Verbindung löst sich in Chlorbenzol und Pyridin, sowie in dipolar aprotischen Lösungsmitteln, wie z. B. DMAc und NMP. Beim Umkristallisieren aus heißem Wasser fällt die Substanz in weißen Nadeln aus.

## Anwendungen
3,6-Diaminodurol wird (neben anderen Benzochinonen) als Modellsubstanz in Experimenten zum Elektronentransport bei der Photosynthese verwendet.
Bei der Oxidation von 3,6-Diaminodurol mit Eisen(III)-chlorid (FeCl3) entsteht Durochinon (2,3,5,6-Tetramethyl-1,4-benzochinon),
das als mildes Oxidationsmittel, besonders bei Untersuchungen von physiologischen Redoxreaktionen, Verwendung findet.
3,6-Diaminodurol wurde als Monomer in stäbchenförmigen aromatischen Polyamiden untersucht, die im Gegensatz zu Aramiden in polaren organischen Lösungsmitteln amorph löslich sind, also keine lyotrope flüssigkristalline Lösungen bilden.
Nach Überführung des 3,6-Diaminodurols mit Phosgen in das Diisocyanat sind durch Reaktion mit Polyolen Polyurethane zugänglich.
Die wichtigste technische Anwendung für 3,6-Diaminodurol liegt in Polyimiden durch Polyreaktion mit intramolekularen Dianhydriden aus Dicarbonsäuren. Zunächst entsteht in einer Polymerisationsreaktion eine so genannte Polyamidsäure, die in einem separaten Prozessschritt unter Wasserabspaltung zum Polyimid cyclisiert.
Wichtigster Vertreter der mit 3,6-Diaminodurol gebildeten Polyimid-Homopolymeren (und Copolymeren) ist das so genannte 6FDA-Duren mit 4,4′-(Hexafluorisopropyliden)diphthalsäureanhydrid (6FDA) als Dianhydrid, 
das insbesondere als Material für Gastrennmembranen, z. B. zur Abtrennung so genannter saurer Gase, besonders CO2 und Schwefelwasserstoff (H2S), aus Erdgas seit Jahren untersucht wird.